# Ectophasia obscuripennis
Ectophasia obscuripennis är en tvåvingeart som först beskrevs av Robineau-desvoidy 1830.  Ectophasia obscuripennis ingår i släktet Ectophasia och familjen parasitflugor.
Artens utbredningsområde är Frankrike. Inga underarter finns listade i Catalogue of Life.